# Kilkea
Kilkea (Ír nyelven: Cill Chá) falu délkelet Írországban, Kildare megyében, Dublintól 75 km-re, Carlow városától pedig 15 km-re. A település a Greese folyó partján fekszik és áthalad rajta az Athy és Tullow közötti R418-as regionális út. A település legfőbb nevezetessége a 12. században épült Kilkea-kastély, amely Írország egyik legrégebbi folyamatosan lakott kastélya és jelenleg luxusszállodaként üzemel. Kilkeában született Ernest Shackleton brit felfedező, sarkkutató.

## Történelme
A jelenlegi Kildare megye déli része, így Kilkea területe is az ír O’Toole nemzetség birtokát képezte egészen az 1169-ben megindult angol–normann invázióig. Elfoglalását követően a terület a Kilkea és Moone báróság részévé vált, amely Richard de Clare (közismert nevén Strongbow) tulajdonába került, aki vezető szerepet játszott Írország angol megszállásában. A földet de Clare Walter de Riddlesford normann lovagnak adományozta, aki a terület elfoglalásának irányítója volt. 1180-ban Hugh de Lacy, Ulster grófja és Írország főkormányzója a meghódított területek védelme érdekében egy földhalomvárat építtetett Walter de Riddlesford számára.
A vár és a környező területek három generáción át de Riddlesford családjának tulajdonában maradtak, amíg de Riddlesford unokája, Emmeline 1273-ban be nem házasodott a FitzGerald-dinasztiába. Az elkövetkező hét évszázadban a vár, majd az annak alapjain felépült és az évszázadok során folyamatosan fejlesztett kastély (rövid megszakításokkal) a FitzGerald család tulajdonában volt és alapvetően meghatározta a környezetében kialakult település történelmét. Az erődítmény az első évszázadokban jelentős szerepet játszott a terület védelmében, azonban „Silken” Thomas FitzGerald 1534-es lázadását követően – akit VIII. Henrik öt nagybátyjával együtt kivégeztetett – veszített hadászati jelentőségéből. A család vagyonát elkobozták, így Kilkea vára egy időre az angol királyi udvar tulajdonába került.
A család egyedüli életben maradt férfi tagját, az akkor tizenkét éves Gerald FitzGeraldot a család és a barátok elrejtették a megtorlás elől, majd segítettek neki Itáliába szökni. Itt ismerkedett meg a reneszánsz eszmékkel, és jelentős ismeretekre tett szert a csillagászat, az asztrológiai és orvostudomány területén. Már ekkor különös érdeklődést mutatott az alkímia és a mágikus szertartások iránt. VIII. Henrik halálát követően, 1547-ben VI. Eduárd követte őt a trónon, aki engedélyezte, hogy Gerard visszatérjen a londoni királyi udvarba. A király és I. Mária királynő is kegyeibe fogadta, és visszakapta kildare-i földjeit és a grófságot, melyet követően visszatérhetett Írországba, Kilkea várába. Kilkeában is folytatta a mágikus szertartások gyakorlását; ekkor ragadt rá a „Wizard Earl” (a varázsló gróf) melléknév. Az 1560-as és 70-es évek viharos politikai légkörében egyre inkább ki volt téve a támadásoknak, különösen mivel nyíltan vallotta a római katolikus hitet; számos alkalommal vádolták árulással. Bár I. Erzsébet királynő kétszer is elutasította az ellene felhozott árulási vádakat, azonban élete utolsó éveit gyakorlatilag házi őrizetben töltötte Londonban, egészen 1585-ben bekövetkezett haláláig. A máig élő legenda szerint a gróf minden hetedik év hetedik hónapjának hetedik napján ezüstpatkós fehér lován éjszaka átlovagol Kilkeába. Amikor a fehér paripa ezüstpatkója elkopik, a jóslat szerint a varázsló gróf visszatér az életbe, és megszabadítja Írországot minden ellenségétől.
A Kilkea-kastély ezt követően még évszázadokig a FitzGerald család tulajdonában maradt, bár a birtokot egyre ritkábban használták. A 18. század elejétől a család a székhelyét Canton Houseba helyzte át, és kastély területét különböző bérlőknek adta bérbe. A bérlők között volt Thomas Reynolds dublini selyemkereskedő, aki aktív tagja volt a United Irishman ír függetlenségi mozgalom szervezetének, melybe a család egyik tagját, Edward FitzGeraldot is beszervezte. A brit hatóságok által törvénytelennek minősített mozgalom tagjaként Edward FitzGeraldot tűzharcban megsebesítették és letartóztatták, majd a börtönben belehalt sérüléseibe.
Később a Kilkea-kastély rövid időre ismét a FitzGerald család székhelye lett, amikor Gerald FitzGerald, Leinster 8. hercege 1949-ben eladta a család székhelyéül szolgáló kantoni házat. A kastélyt és a környező birtokot azonban a család közel egy évtizeddel később végleg eladta magánhotel-üzemeltetőknek. Ezután kastély tulajdonosi köre folyamatosan változott, számos különböző tulajdonos működtette a területet. Népszerűsége ellenére a kastélyhotel 2009-ben csődeljárás alá került. Egy évvel később, 2010-ben a bostoni építőipari vállalkozó, Jay Cashman vásárolta meg a kastélyt és a hozzá tartozó területeket. A befektető a kastélyt közel harmincmillió euró beruházással felújította, és az eredeti, gótikus építészeti sajátosságok és történelmi jelleg helyreállításával egy középkori jellegű luxusszállodát alakított ki.

## A település további nevezetességei

### Szent Lőrinc templom
A kilkeai Szent Lőrinc-templom 1865-ben épült Augustus Frederick FitzGerald megrendelésére. A tervező J. J. McCarthy a korszak számos egyházi épületének tervezéséről volt ismert. 1925-ben készült el a keleti szárny ólomüveg ablaka, melyet Szent Patrik, Szent Lőrinc és Szent Caoidhe képeivel díszítettek. Ebben az időszakban kerültek beépítésre a templom jelenlegi harangjai is. Az ír egyház (Church of Ireland) kezelésében lévő neogótikus templom vágott terméskőből épült, vágott gránit díszítésekkel, hasonlóan a falu számos ebben az időszakban készült épületéhez.

### Kilkea House
A parkosított területen elhelyezkedő, 1837-ben épített kétszintes parasztház és a hozzá tartozó tanyaépület az ír épített örökség részét képezi. A Kilkea House-ban született 1874. február 15-én Ernest Shackleton brit felfedező, az Antarktisz-kutatás aranykorának egyik kiemelkedő alakja, aki négy Antarktisz-expedícióban vett részt, három alkalommal expedícióvezetőként. A család 1880-ig élt az ingatlanban, amikor az apa, Henry Shackleton felhagyott a földműveléssel, hogy orvosi tanulmányokat folytasson a dublini Trinity College-ben. Shackleton sarkkutatás területén végzett eredményeit a közeli Athy Kultúrtörténeti Múzeumban található kiállítás mutatja be.

## Galéria

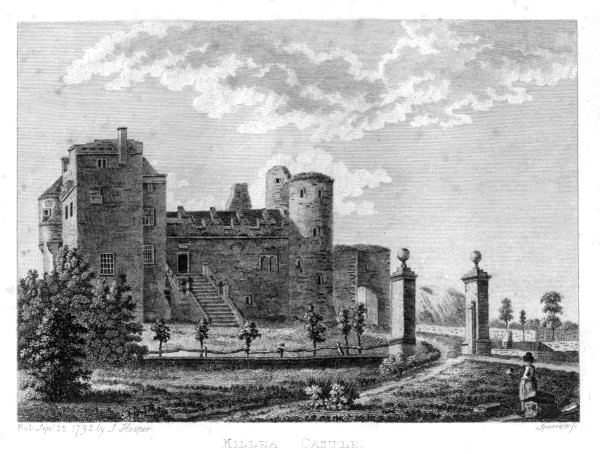
A kastély ábrázolása az Antiquities of Ireland című könyvben (1791)
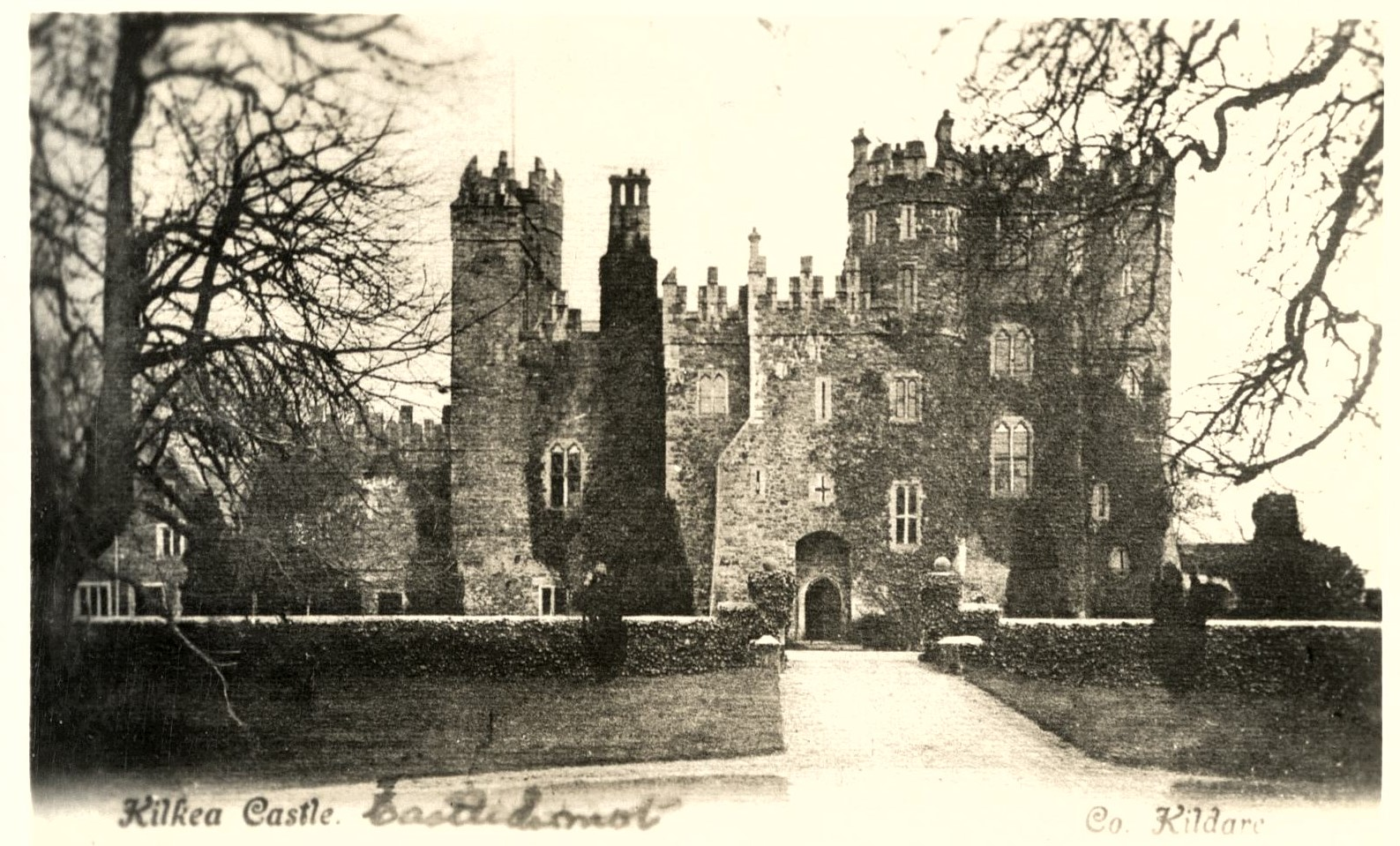
A kastély ábrázolása egy képeslapon
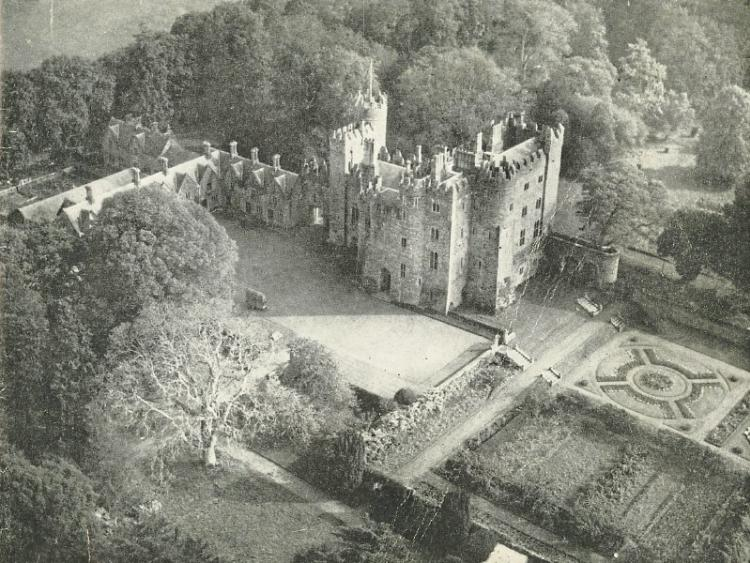
A kastély egy 1891-es légifelvételen
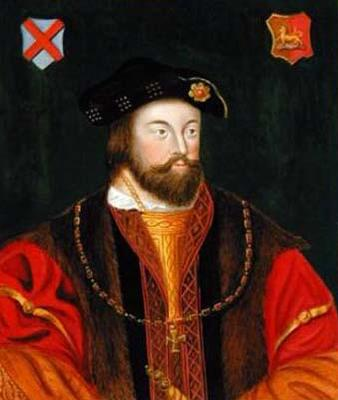
Thomas FitzGerald
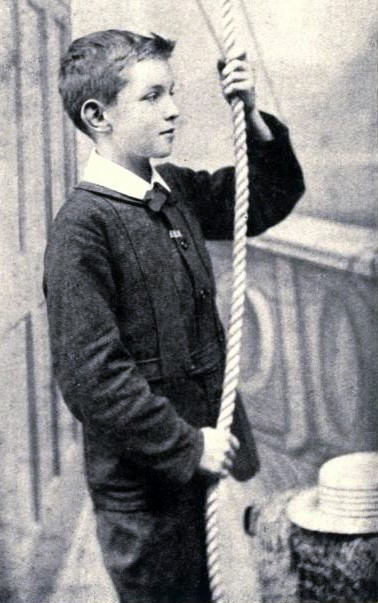
Ernest Shackleton 11 éves korában